# Kelet-Anglia
Kelet-Anglia (angolul East of England) egyike Anglia régióinak. Székhelye Cambridge.

## Közigazgatási felosztása
| Térkép                             | Ceremoniális megye (Ceremonial county) | Egységes hatóság (Unitary Authority) | Nagyvárosi kerületek (Metropolitan districts) |
| ---------------------------------- | -------------------------------------- | ------------------------------------ | --- |
| Kelet-Anglia közigazgatási térképe | Essex                                  | 1. Thurrock U.A.                     | 1. Thurrock U.A. |
| Kelet-Anglia közigazgatási térképe | Essex                                  | 2. Southend-on-Sea U.A.              | |
| Kelet-Anglia közigazgatási térképe | Essex                                  | 3. Essex                             | a) Harlow, b) Epping Forest, c) Brentwood, d) Basildon, e) Castle Point, f) Rochford, g) Maldon, h) Chelmsford, i) Uttlesford, j) Braintree, k) Colchester, l) Tendring |
| Kelet-Anglia közigazgatási térképe | 4. Hertfordshire                       | 4. Hertfordshire                     | a) Three Rivers, b) Watford, c) Hertsmere, d) Welwyn Hatfield, e) Broxbourne, f) Kelet-Hertfordshire, g) Stevenage, h) Észak-Hertfordshire, i) St Albans, j) Dacorum    |
| Kelet-Anglia közigazgatási térképe | Bedfordshire                           | 5. Luton U.A.                        | 5. Luton U.A. |
| Kelet-Anglia közigazgatási térképe | Bedfordshire                           | 6. Bedford U.A.                      | |
| Kelet-Anglia közigazgatási térképe | Bedfordshire                           | 7. Központi-Bedfordshire U.A.        | |
| Kelet-Anglia közigazgatási térképe | Cambridgeshire                         | 8. Cambridgeshire                    | a) Cambridge, b) Dél-Cambridgeshire, c) Huntingdonshire, d) Fenland, e) Kelet-Cambridgeshire                                                                            |
| Kelet-Anglia közigazgatási térképe | Cambridgeshire                         | 9. Peterborough U.A.                 | |
| Kelet-Anglia közigazgatási térképe | 10. Norfolk                            | 10. Norfolk                          | a) Norwich, b) Dél-Norfolk, c) Great Yarmouth, d) Broadland, e) Észak-Norfolk, f) Breckland, g) King's Lynn és Nyugat-Norfolk                                           |
| Kelet-Anglia közigazgatási térképe | 11. Suffolk                            | 11. Suffolk                          | a) Ipswich, b) Kelet-Suffolk, c) Babergh, d) Közép-Suffolk, e) Nyugat-Suffolk                                                                                           |

## Legnagyobb városok

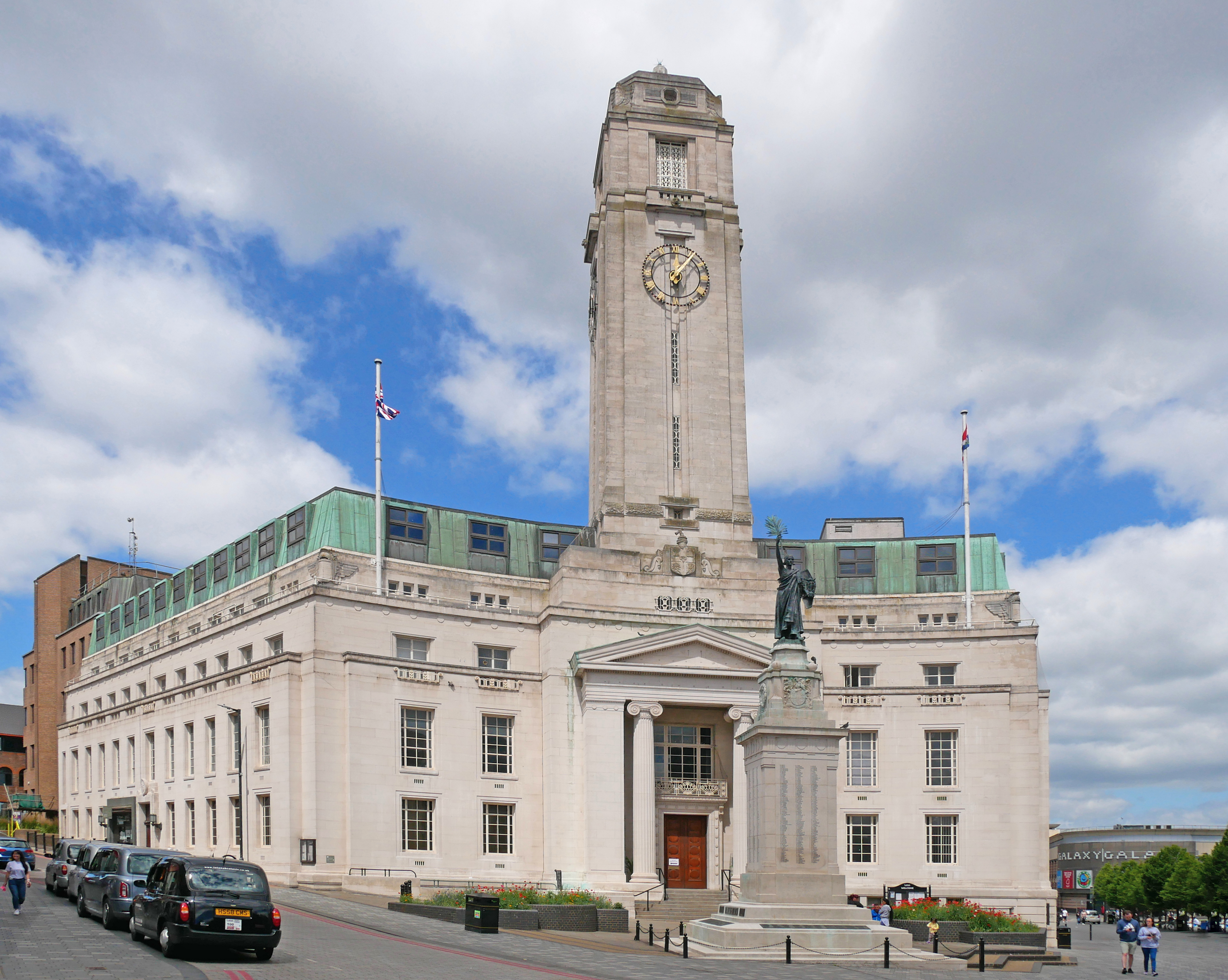
Luton, városháza és háborús emlékmű

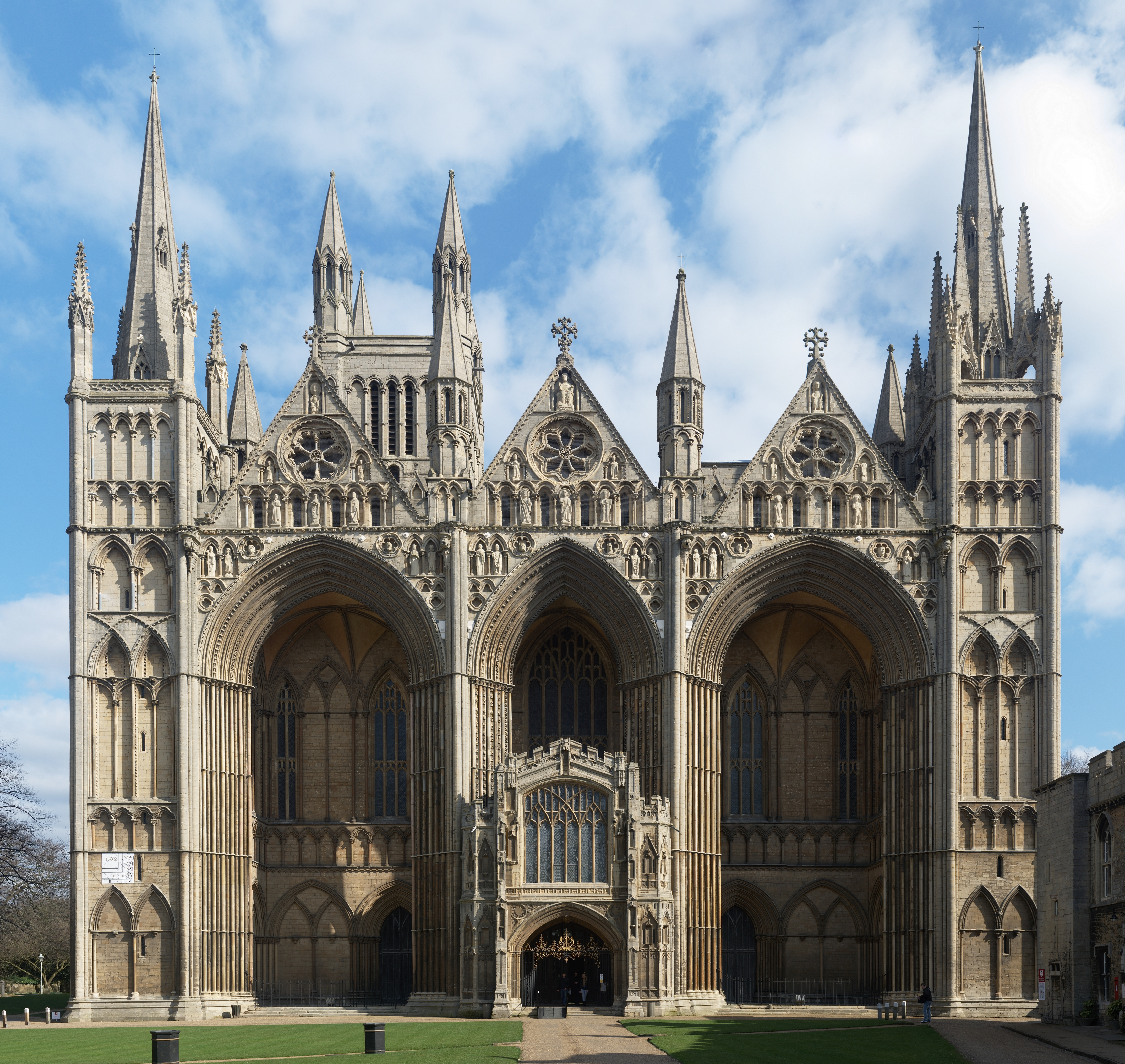
A peterborough-i katedrális

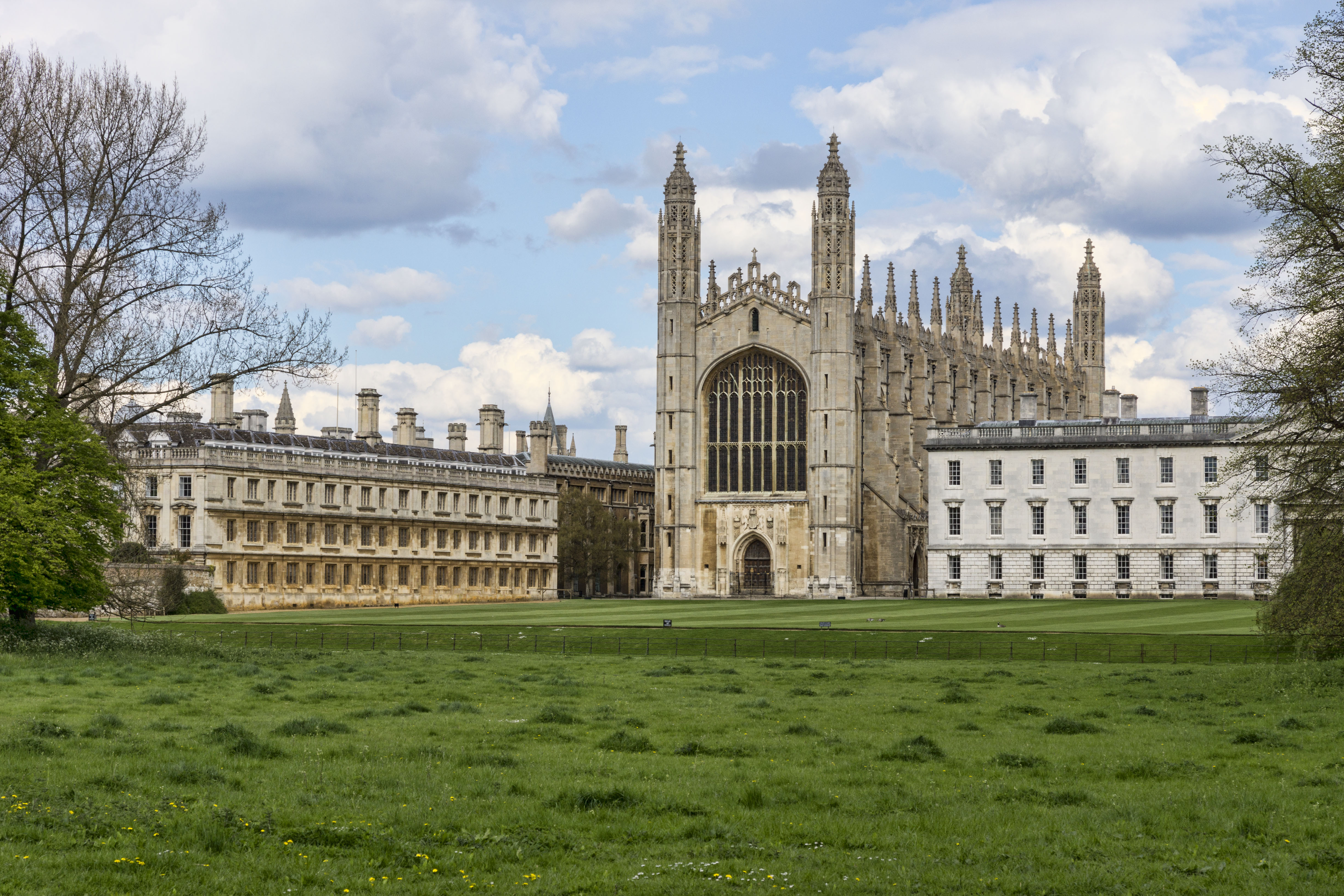
A King's College Cambridge-ben

|     | Név             | Megye          | Lakosság (fő, 2021) |
| --- | --------------- | -------------- | ------------------- |
| 1.  | Luton           | Bedfordshire   | 226 973             |
| 2.  | Peterborough    | Cambridgeshire | 215 673             |
| 3.  | Southend-on-Sea | Essex          | 180 915             |
| 4.  | Cambridge       | Cambridgeshire | 146 995             |
| 5.  | Norwich         | Norfolk        | 144 525             |
| 6.  | Ipswich         | Suffolk        | 133 384             |
| 7.  | Colchester      | Essex          | 130 245             |
| 8.  | Basildon        | Essex          | 115 955             |
| 9.  | Chelmsford      | Essex          | 110 625             |
| 10. | Watford         | Hertfordshire  | 102 246             |
| 11. | Grays           | Essex          | 99 462              |
| 12. | Bedford         | Bedfordshire   | 97 241              |
| 13. | Hemel Hempstead | Hertfordshire  | 95 961              |
| 14. | Harlow          | Essex          | 93 300              |
| 15. | Stevenage       | Hertfordshire  | 89 737              |
| 16. | St Albans       | Hertfordshire  | 82 146              |
| 17. | Lowestoft       | Suffolk        | 71 327              |
| 18. | Clacton-on-Sea  | Essex          | 53 200              |

## Fordítás
Ez a szócikk részben vagy egészben  az   East of England című német Wikipédia-szócikk fordításán alapul.  Az eredeti cikk szerkesztőit annak laptörténete sorolja fel. Ez a jelzés csupán a megfogalmazás eredetét és a szerzői jogokat jelzi, nem szolgál a cikkben szereplő információk forrásmegjelöléseként.